# ブラッド・トーマス
ブラッドリー・リチャード・トーマス（Bradley Richard Thomas, 1977年10月12日 - ）は、オーストラリア連邦ニューサウスウェールズ州シドニー出身の元プロ野球選手（投手）。
MLB・NPB・KBO・CPBL・ABLのプロ野球リーグでプレーした。

## 経歴

### ツインズ時代
幼少期はサッカーをしていたが、9歳の時に友人に誘われ野球を始めた。シドニーのミッチェル・ハイスクールで活躍し、1995年にロサンゼルス・ドジャースと契約。
1997年、ドジャースがマイナーで規定人数以上の選手を保有していたことが発覚し、ビザの問題で退団して3日後にミネソタ・ツインズと契約。
2001年5月26日のオークランド・アスレチックス戦に先発しメジャーデビューしたが、2回途中4失点でKO。同年は5試合先発で登板したが、0勝2敗、防御率9.37と全く結果を残せなかった。
2004年まで主にツインズ傘下3Aでプレーし、マイナーリーグのオールスターゲームに4度出場。2004年4月にボストン・レッドソックスに移籍したが、左肘の手術を受けほとんど登板できず、ワールドシリーズの40人ロースターに含まれチャンピオンリングを手にしたものの、シーズン終了後にロースターから外れて自由契約となった。

### 日本ハム時代
その後、ツインズ時代の同僚であったマイケル中村の紹介により、2005年開幕前の春季キャンプで北海道日本ハムファイターズのテストを受けて入団。背番号は当時空き番となっていた70に決まった。最速155km/hの豪速球が謳い文句であり、速球派の左腕として期待された。
開幕時は先発を任されていたが、2004年に左肘を手術した影響もあって、コントロールが悪く球の出所が見えやすいという致命的な欠陥を露呈。直球を狙い撃ちにされたり、四球連発で自滅したりするなどして早い回でのKO劇を繰り返し、二軍に落とされた。その後左肘の回復が進み、球の威力が回復したことから一軍に再昇格。短いイニングの敗戦処理から、シーズン終盤には勝ちゲームのセットアッパーに昇格し、立石尚行・武田久・建山義紀とともに4人の頭文字を取った「4Ts（フォーティーズ）」を形成して試合終盤を任されるようになる。8月27日の対ソフトバンク戦で、田中幸雄のサヨナラ打で来日初勝利を挙げ、同月30日の対楽天戦で来日初セーブを挙げた。9月の試合では、実際に155 km/hを計測している。シーズンを通しての数字を見れば残留は微妙だったが、先発で最大20点を超えた防御率をリリーフだけで4点台まで向上させるなど、終盤以降はセットアッパーとして活躍した事を受け、フェルナンド・セギノールと共に翌年の契約を締結した。
2006年は背番号を17に変更。開幕からセットアッパーやロングリリーフを任され、40試合に登板して4勝1敗1セーブをマークした。7月に夫人の出産に立ち会うために一時帰国している。好不調の波が激しく安定していたとは言いがたいものの、リーグ優勝、44年ぶりの日本一に貢献した。日本シリーズでは、第4戦に登板して被安打1、与四球1でイニング途中で降板となった（自責点は0）。一定の成績を残したものの、リリーフ陣が充実していることから翌年の構想外となり、11月29日に退団が発表された。ニュージーランドでの優勝旅行には参加している。

### マリナーズ傘下時代
2007年も日本でのプレーを希望したが、制球難がネックとなり獲得に乗り出す球団はなく、シアトル・マリナーズとマイナー契約を結んで傘下のタコマ・レイニアーズでプレー。34試合に登板し8勝6敗2セーブ、防御率4.87、WHIP1.55の成績を残したものの、メジャー昇格することはなかった。オフの11月には「日豪親善 野球日本代表最終強化試合」のオーストラリア代表に選出された。

### ハンファ時代
2008年1月2日に、韓国プロ野球のハンファ・イーグルスと契約。
同年は59試合に登板。故障と不振で振るわなかった具臺晟に代わって抑えの役割を担い、当時韓国プロ野球の外国人投手としては史上最多となる31セーブを記録した(2012年、スコット・プロクターがこの記録を更新)。同年オフ、中日ドラゴンズが左のセットアッパーとして獲得を検討していたが、直前でドミニカ・ウィンターリーグで活躍したネルソン・パヤノに切り替えたため、日本球界復帰は実現しなかった。
2009年開幕前の3月に開催された第2回WBCのオーストラリア代表に選出された。同大会ではキューバ戦で1イニングに登板し、2奪三振を挙げた。オーストラリア代表では、当時LGツインズに所属していたクリス・オクスプリングとチームメイトになった。
シーズンでは、前年同様抑えとして活躍したが、ハンファが最下位を独走するほど低迷していたため登板機会は減り、セーブ数もわずか13にとどまった。
オフには保留選手名簿に載せられて再契約の打診を受けたが、デトロイト・タイガースと1年契約を結んだ。

### デトロイト・タイガース時代

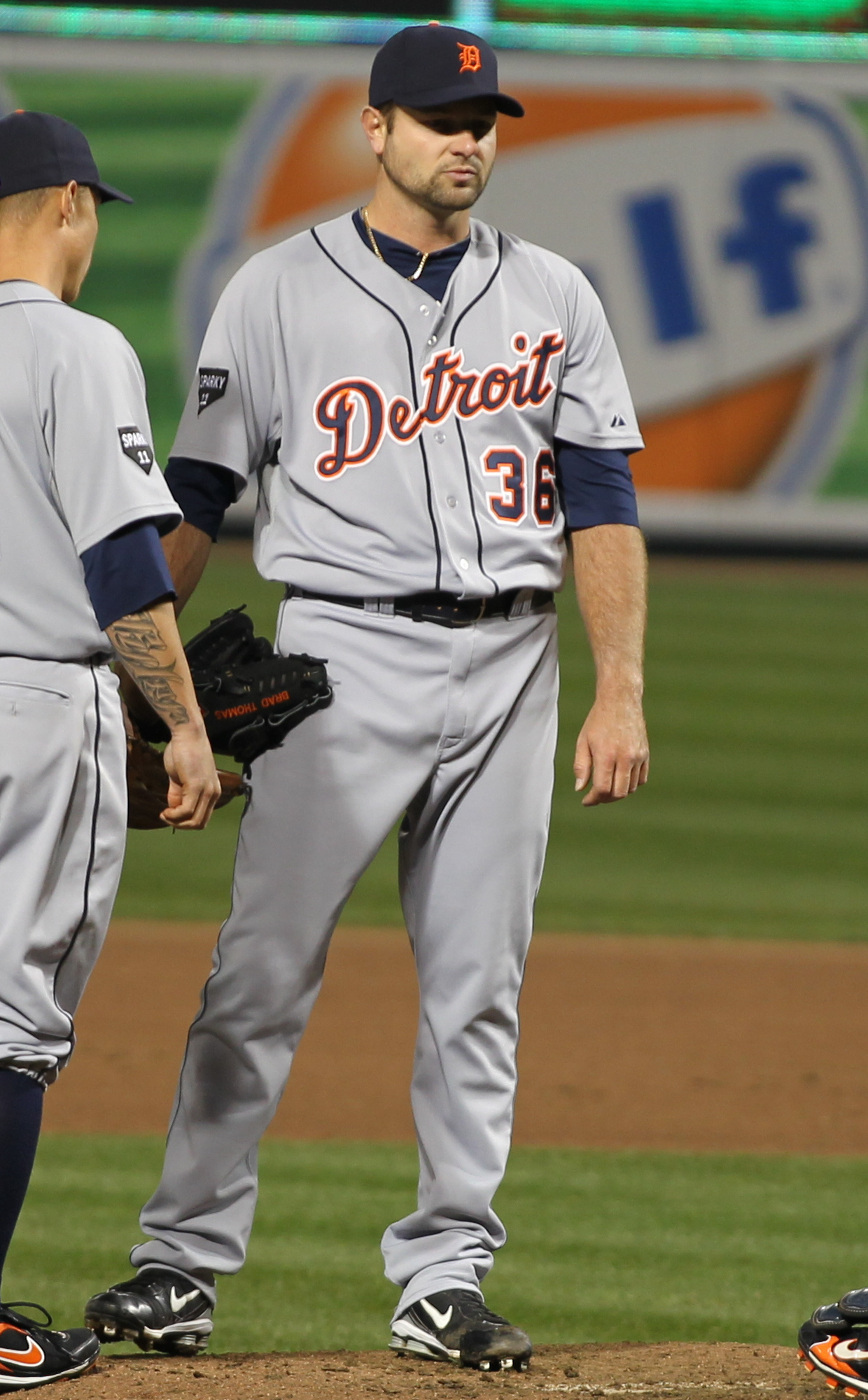
デトロイト・タイガース時代
(2011年4月7日)

2010年、6年ぶりとなるメジャーリーグ復帰を果たした。中継ぎとして48試合に登板し、メジャー初勝利を含む6勝2敗、防御率3.89、WHIP1.53を記録した。
2011年は左ひじの故障もあり、12試合に登板して防御率9.00、WHIP2.09を喫し、7月14日に40人枠から外れた。

### 兄弟エレファンツ時代
2012年5月3日、素行不良により解雇されたライアン・カレンの代役として、台湾の兄弟エレファンツに加入（登録名:湯瑪仕）。守護神として活躍し、最終戦までにリーグトップに並ぶ22セーブを記録していた。その時点で統一セブンイレブン・ライオンズの林岳平が23セーブを記録しており、最終戦でトーマスがセーブを記録すると、セーブ数では並ぶものの防御率で林を上回るため、最優秀救援投手（救援王）のタイトルが期待されていた。しかし最終戦、8回終了時点でチームは4-0で勝っており、このままトーマスが登板してもセーブがつかないため、葉詠捷はニ死を取ってから故意四球を連続で与えた。そして二死一、二塁となったところでトーマスが登板し、最後の打者を内野ゴロに抑え23セーブ目を挙げた。しかし、タイトルのための露骨なプレーにファンから批判が殺到。これを受け中華職業棒球大連盟はタイトルの受賞者を「該当者なし」とした。このような事態は1990年に台湾のプロ野球が始まって以来初めての出来事だった。
2013年開幕前の3月に開催された第3回WBCのオーストラリア代表に選出され、2大会連続2度目の選出となった。
シーズンでは積極的に同僚投手へアドバイスを送る姿勢を評価され、コーチを兼任することになった。しかし開幕から不安定な投球が続き、コーチ兼任による負担増が原因と首脳陣に判断され、選手専任に戻った。最終的に前年を上回る26セーブを挙げ、前年取り損ねた最優秀救援投手（救援王）のタイトルを獲得するも、オフに戦力外となった。
2014年は、不振により解雇されたロマン・コロンの代役として、6月28日に中信兄弟となったチームと契約し台湾球界に復帰した。しかし、自身も不振のためシーズン途中の8月31日に解雇された。

## 人物
真面目な性格で、課題のコントロールの修正にはひたむきに取り組んでいる。日本ハム在籍時の監督だったトレイ・ヒルマンを尊敬しているという。日本ハム時代はファンにサインをしている姿もよく見受けられた。
家族旅行が好きらしく、日本ハム在籍時、試合のない日は各地を観光していた。

## 詳細情報

### 年度別投手成績
| 年 度     | 球 団     | 登 板 | 先 発 | 完 投 | 完 封 | 無 四 球 | 勝 利 | 敗 戦 | セ 丨 ブ | ホ 丨 ル ド | 勝 率 | 打 者 | 投 球 回 | 被 安 打 | 被 本 塁 打 | 与 四 球 | 敬 遠 | 与 死 球 | 奪 三 振 | 暴 投 | ボ 丨 ク | 失 点 | 自 責 点 | 防 御 率 | W H I P |
| --------- | --------- | ----- | ----- | ----- | ----- | -------- | ----- | ----- | -------- | ----------- | ----- | ----- | -------- | -------- | ----------- | -------- | ----- | -------- | -------- | ----- | -------- | ----- | -------- | -------- | ------- |
| 2001      | MIN       | 5     | 5     | 0     | 0     | 0        | 0     | 2     | 0        | 0           | .000  | 82    | 16.1     | 20       | 6           | 14       | 0     | 1        | 6        | 2     | 0        | 17    | 17       | 9.37     | 2.08    |
| 2003      | MIN       | 3     | 0     | 0     | 0     | 0        | 0     | 1     | 0        | 0           | .000  | 22    | 4.2      | 6        | 1           | 3        | 1     | 0        | 2        | 0     | 0        | 4     | 4        | 7.71     | 1.93    |
| 2004      | MIN       | 3     | 0     | 0     | 0     | 0        | 0     | 0     | 0        | 0           | ----  | 16    | 2.2      | 7        | 0           | 1        | 0     | 0        | 0        | 1     | 0        | 5     | 5        | 16.88    | 3.00    |
| 2005      | 日本ハム  | 38    | 4     | 0     | 0     | 0        | 1     | 5     | 1        | 6           | .167  | 236   | 48.1     | 54       | 1           | 39       | 3     | 5        | 51       | 0     | 2        | 30    | 25       | 4.66     | 1.92    |
| 2006      | 日本ハム  | 40    | 0     | 0     | 0     | 0        | 4     | 1     | 1        | 4           | .800  | 208   | 45.2     | 50       | 2           | 23       | 0     | 4        | 43       | 3     | 1        | 21    | 19       | 3.74     | 1.60    |
| 2008      | ハンファ  | 59    | 0     | 0     | 0     | 0        | 3     | 6     | 31       | 0           | .333  | 257   | 63.1     | 52       | 3           | 23       | 4     | 4        | 63       | 5     | 0        | 21    | 20       | 2.84     | 1.18    |
| 2009      | ハンファ  | 45    | 0     | 0     | 0     | 0        | 2     | 5     | 13       | 0           | .286  | 203   | 50.0     | 43       | 2           | 20       | 2     | 1        | 56       | 3     | 0        | 20    | 16       | 2.88     | 1.26    |
| 2010      | DET       | 49    | 2     | 0     | 0     | 0        | 6     | 2     | 0        | 3           | .750  | 307   | 69.1     | 77       | 4           | 29       | 3     | 4        | 30       | 4     | 0        | 31    | 30       | 3.89     | 1.53    |
| 2011      | DET       | 12    | 0     | 0     | 0     | 0        | 0     | 1     | 0        | 0           | .000  | 56    | 11.0     | 17       | 1           | 6        | 0     | 1        | 7        | 0     | 0        | 12    | 11       | 9.00     | 2.09    |
| 2012      | 兄弟 中信 | 41    | 0     | 0     | 0     | 0        | 3     | 0     | 23       | 1           | 1.000 | 178   | 48.0     | 29       | 0           | 10       | 0     | 1        | 66       | 6     | 0        | 4     | 4        | 0.75     | 0.81    |
| 2013      | 兄弟 中信 | 45    | 0     | 0     | 0     | 0        | 1     | 4     | 26       | 3           | .200  | 196   | 46.0     | 48       | 0           | 9        | 2     | 2        | 42       | 2     | 0        | 10    | 8        | 1.57     | 1.24    |
| 2014      | 兄弟 中信 | 17    | 0     | 0     | 0     | 0        | 1     | 3     | 10       | 0           | .250  | 81    | 16.2     | 24       | 1           | 4        | 0     | 2        | 16       | 0     | 0        | 8     | 7        | 3.78     | 1.68    |
| MLB：5年  | MLB：5年  | 72    | 7     | 0     | 0     | 0        | 6     | 6     | 0        | 3           | .500  | 483   | 104.0    | 127      | 12          | 53       | 4     | 6        | 45       | 7     | 0        | 69    | 67       | 5.80     | 1.73    |
| NPB：2年  | NPB：2年  | 78    | 4     | 0     | 0     | 0        | 5     | 6     | 2        | 10          | .455  | 444   | 94.0     | 104      | 3           | 62       | 3     | 9        | 94       | 3     | 3        | 51    | 44       | 4.21     | 1.77    |
| KBO：2年  | KBO：2年  | 104   | 0     | 0     | 0     | 0        | 5     | 11    | 44       | 0           | .313  | 460   | 113.1    | 95       | 5           | 43       | 6     | 5        | 119      | 8     | 0        | 41    | 36       | 2.86     | 1.22    |
| CPBL：3年 | CPBL：3年 | 103   | 0     | 0     | 0     | 0        | 5     | 7     | 59       | 4           | .417  | 455   | 110.2    | 101      | 1           | 23       | 2     | 5        | 124      | 8     | 0        | 22    | 19       | 1.55     | 1.12    |

- 各年度の太字はリーグ最高

### タイトル
CPBL
- 最優秀救援投手（2013年）

### 記録
NPB
- 初登板・初先発：2005年3月27日、対福岡ソフトバンクホークス2回戦（福岡Yahoo! JAPANドーム）、3回1/3を2失点
- 初奪三振：同上、1回裏にトニー・バティスタから空振り三振
- 初ホールド：2005年7月8日、対オリックス・バファローズ9回戦（スカイマークスタジアム）、7回裏に3番手で救援登板、1回2/3を無失点
- 初勝利：2005年8月27日、対福岡ソフトバンクホークス17回戦（札幌ドーム）、9回表に4番手で救援登板・完了、2回無失点
- 初セーブ：2005年8月30日、対東北楽天ゴールデンイーグルス17回戦（フルキャストスタジアム宮城）、9回裏に3番手で救援登板・完了、1回無失点

### 背番号
- 56 （2001年 - 2004年）
- 70 （2005年）
- 17 （2006年、2014年）
- 26 （2008年 - 2009年）
- 36 （2010年 - 2013年）

### 代表歴
- 2009 ワールド・ベースボール・クラシック・オーストラリア代表
- 2013 ワールド・ベースボール・クラシック・オーストラリア代表